# 1973년 뉴욕 영화 비평가 협회상
제39회 뉴욕 영화 비평가 협회상은 1973년 영화를 대상으로 하는 시상식이다.

## 수상 및 후보

### 작품상
- 사랑의 묵시록

### 감독상
- 사랑의 묵시록 - 프랑수아 트뤼포 수상

### 각본상
- 청춘 낙서 - 조지 루카스 수상
- 청춘 낙서 - 글로리아 카츠 수상
- 청춘 낙서 - 윌러드 혁 수상

### 여우주연상
- 여름날의 소망 - 조앤 우드워드 수상

### 남우주연상
- 파리에서의 마지막 탱고 - 말론 브란도 수상

### 여우조연상
- 사랑의 묵시록 - 발렌티나 코르테스 수상

### 남우조연상
- 대야망 - 로버트 드 니로 수상